# Фонтанароза
Фонтанаро̀за (на италиански: Fontanarosa) е малко градче и община в Южна Италия, провинция Авелино, регион Кампания. Разположено е на 480 m надморска височина. Населението на общината е 3329 души (към 2010 г.).